# Lògia maçònica
|  | «Lògia» redirigeix aquí. Vegeu-ne altres significats a «loggia». |

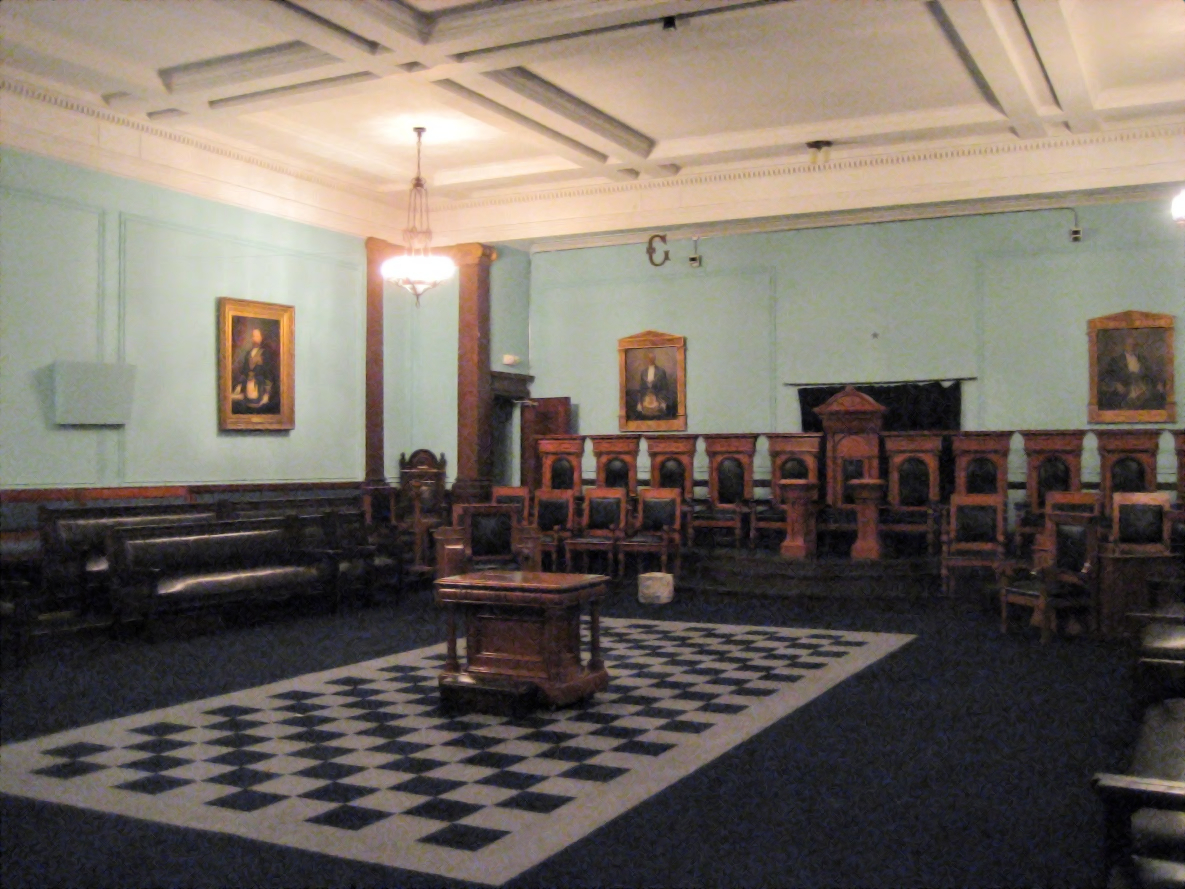
Temple de la lògia "Les Coeurs Unis" - Mont-real

En la terminologia maçònica, s'anomenen lògies o tallers els grups de base de la francmaçoneria. Les lògies es caracteritzen per un títol distintiu, sovint un número d'ordre i un Orient, és a dir el lloc on es reuneix la lògia. En teoria, una lògia no pot ser oberta amb menys de set membres. Certes obediències exigeixen en aquest cas que posseeixin tots set el grau de mestre. Només les lògies disposen del poder, d'iniciar nous membres. Es reuneixen a  temples maçònics.

## Els tipus de lògia
Els tallers dels tres primers graus (aprenent, company i mestre) són anomenats lògies simbòliques o lògies blaves. Els dels graus complementaris o superiors, anomenats " alts graus" en certs  ritus, porten títols específics (lògies de perfecció, capítols, areòpags, consistoris, etc.), però continuen sent sempre lògies en el sentit general.

## Lògies i obediències
Un conjunt de lògies de sensibilitat emparentada i situades geogràficament en el mateix Estat constitueixen una obediència.

## Els oficials de la lògia
Una lògia és presidida per un Venerable Mestre, secundat per un col·legi d'oficials, tots mestres. El nombre i la qualitat d'aquests difereixen segons els ritus; tanmateix es troba sempre el primer vigilant, qui s'encarrega dels companys, i el segon vigilant, qui s'encarrega dels aprenents. El Venerable dirigeix per la seva part el conjunt de la lògia.
Són ajudats a més a més d'un secretari encarregat d'aixecar el procés verbal de la reunió, d'un tresorer, dipositari dels metalls del taller, d'un hospitalari, dipositari del "tronc de la vídua" i encarregat de les accions caritatives del taller, d'un expert - o "gran expert" - encarregat de vetllar pel bon desenvolupament del ritual, d'un mestre de cerimònies, ordinador d'aquestes, finalment d'un cobertor, oficial encarregat simbòlicament d'apartar els profans, tafaners eventuals.
A aquests oficials se'ls afexeixen, en els ritus d'origen francès com en el R.E.A.A. (Ritu escocès antic i acceptat), un orador encarregat de vigilar la regularitat dels treballs conforme als reglaments de l'obediència, de fer conclusions sobre aquests o de parlar en nom de la lògia.

## Lògies no maçòniques
Totes les associacions que prenen el nom de lògies no són necessàriament maçòniques. És a dir, aquest mode d'organització ha estat sovint copiat, fins i tot la seva denominació, per les societats amistoses (tals com els Odd Fellows, els Cérvols, o les Àguiles) així com per nombroses altres associacions del món anglo-americà.